# Моравица (Тимиш)
Моравица (рум. Moravița) је село и управно средиште истоимене општине, која припада округу Тимиш у Републици Румунији. Насеље је значајно као важно погранично насеље ка Србији.

## Историја
Место има српски назив, који је добило по истоименој реци која ту протиче.
По "Румунској енциклопедији" први помен места је из 1332. године. Касније, 1492-1496. године, су постојала два насеља Тотмура (словачко) и Мађармура (мађарско). За време Турака 1597. године село Мурава има неколико влашких домова. Тек 1761. године на једној аустријској карти уцртана је Моравица. Српски официр Јосиф Маленица "от Стаморе" је 7. јануара 1773. године за заслуге током рата добио племство и посед Мали Гај и Стамора (настало од Тотмуре). Тада је (1761) Мурава дефинитивно Моравица.
У Моравици је 1782. године подигнута православна црква, а парохијани су Срби и Румуни. Немци се масовно колонизују 1784-1787. године, а Срби се исељавају у Дежан, а Румуни у Герман. Православну цркву су узели католици којима је служила као богомоља до 1911. године. Немци су тада направили своју нову католичку цркву. Православна црква је срушена 1920. године а материјал је искоришћен за градњу градске куће.
Поред Моравицу је прошла жељезничка пруга 1858. године, повезујући Базијаш на Дунаву са Темишваром.
На изборима за Угарски сабор у Моравици је три пута за редом 1865, 1869. и 1872. године биран Георгије Мочоњи спахија из Фења, као заједнички кандидат Срба и Румуна.
Делегација месних Немаца је тражила у Паризу на мировној конференцији, да Моравица припадне Румунији. Тек 1924. године то се и остварило када је вршена корекција граница између две краљевине.

## Становништво
По попису из 2021. године село Моравица имало је 828 становника.